# La Tallada d'Empordà
La Tallada d'Empordà è un comune spagnolo di 323 abitanti situato nella comunità autonoma della Catalogna.